# Marcelo Queiroga
Marcelo Antônio Cartaxo Queiroga Lopes, né le 1er décembre 1963 à João Pessoa, est un médecin et un homme politique brésilien.

## Biographie
Diplômé de l'université fédérale de Paraíba, il se spécialise en cardiologie et hématologie à l'hôpital Adventiste Silvestre (Rio de Janeiro). Il est président de la Société brésilienne de cardiologie.
Le 15 mars 2021, il est nommé ministre de la Santé dans le gouvernement de Jair Bolsonaro, devenant ainsi le quatrième titulaire du poste depuis le début de la pandémie de covid-19.